# Jacksonia argentea
Jacksonia argentea är en ärtväxtart som beskrevs av Charles Austin Gardner. Jacksonia argentea ingår i släktet Jacksonia och familjen ärtväxter. Inga underarter finns listade i Catalogue of Life.